# 湯米·洛斯
湯米·洛斯（英語：Tommy Lowes，1891年—1993年）是英格蘭足球運動員及領隊。

## 生平
在第一次世界大戰之前，效力家鄉球隊紐卡素的洛斯司職內鋒，他在16次甲級聯賽上陣紀錄裡取得三個進球。後來，他輾轉在高雲地利、卡菲利及新港郡效力 。
在1928年至1929年球季，他成為非聯賽球隊伊奧維的領隊兼球員。他在1932年轉任巴羅領隊，在霍爾克街足球場指揮了超過200場比賽，到1937年4月30日獲邀為華素爾領隊。俱樂部在1937年至1938年球季在丙級南部聯賽的底部掙扎，不得不申請重選。他在1938年10月簽下了約翰尼·漢考克斯（Johnny Hancocks），漢考克斯後來獲英格蘭代表隊徵召，他是第二次世界大戰後勁旅伍尔弗汉普顿流浪者裡最佳的球員之一。不過，「馬具工」在洛斯的領導下的表現依然不濟，他們在1938年至1939年球季再度申請重選，以倒數第二名結束賽季。戰爭爆發導致英格蘭足球聯賽在1939年至1940年球季中途腰斬。
離開伙伴公園球場後，洛斯先後擔任阿森纳及诺里奇城的球探，挖掘出天才球員約翰·巴恩韋爾（John Barnwell），他在卡諾路球場一直逗留到1972年，1993年逝世。

## 註腳
1. ↑  . 11v11.com.   [2012-06-06]. （原始内容存档于2016-03-05）.
2. 1 2 3 4 5 6 7  . Walsall.   [2012-06-06]. （原始内容存档于2012-06-01）.